# 馬雷扎河
42°24′46″N 19°13′10″E / 42.4127°N 19.2194°E
馬雷扎河是蒙特內哥羅的河流，位於該國東南部，處於首都波德戈里察郊區，屬於莫拉查河的支流，該河水質優良，是首都食用水的來源。